# Mills
Mills — метеорит-хондрит масою 88000 грам.